# Sarcophaga ochripalpis
Sarcophaga ochripalpis är en tvåvingeart som först beskrevs av Thomson 1869.  Sarcophaga ochripalpis ingår i släktet Sarcophaga och familjen köttflugor. Inga underarter finns listade i Catalogue of Life.